# نيلسون إسبينوزا
نيلسون إسبينوزا (بالإسبانية: Nelson Espinoza)‏ هو لاعب كرة قدم ومدرب كرة قدم تشيلي، ولد في 22 سبتمبر 1995 في رانكاغوا في تشيلي. لعب مع نادي أونيفرسيداد دي تشيلي.

## وصلات خارجية
- نيلسون إسبينوزا على موقع قاعدة بيانات كرة القدم.إي يو (الإنجليزية)
- نيلسون إسبينوزا على موقع Soccerway.com (الإنجليزية)
- نيلسون إسبينوزا على موقع AS.com (الإسبانية)